# Morton Grove
Morton Grove és una població dels Estats Units a l'estat d'Illinois. Segons el cens del 2000 tenia 22.451 habitants.

## Demografia
Segons el cens del 2000, Morton Grove tenia 22.451 habitants, 8.199 habitatges, i 6.288 famílies. La densitat de població era de 1.699,7 habitants/km².
Dels 8.199 habitatges en un 29,3% hi vivien nens de menys de 18 anys, en un 66,3% hi vivien parelles casades, en un 7,5% dones solteres, i en un 23,3% no eren unitats familiars. En el 21,3% dels habitatges hi vivien persones soles el 12,3% de les quals corresponia a persones de 65 anys o més que vivien soles. El nombre mitjà de persones vivint en cada habitatge era de 2,7 i el nombre mitjà de persones que vivien en cada família era de 3,17.
Per edats la població es repartia de la següent manera: un 20,8% tenia menys de 18 anys, un 6,6% entre 18 i 24, un 23,4% entre 25 i 44, un 27,7% de 45 a 60 i un 21,5% 65 anys o més.
L'edat mediana era de 44 anys. Per cada 100 dones de 18 o més anys hi havia 88,1 homes.
La renda mediana per habitatge era de 63.511 $ i la renda mediana per família de 72.778 $. Els homes tenien una renda mediana de 46.489 $ mentre que les dones 34.730 $. La renda per capita de la població era de 26.973 $. Aproximadament l'1,9% de les famílies i el 2,7% de la població estaven per davall del llindar de pobresa.

## Poblacions properes
El següent diagrama mostra les poblacions més properes.